# لیدوشیک
لیدا آراکلیان (ارمنی: Լիդա Առաքելյանը؛ انگلیسی: Lida Arakelyan) با نام هنری لیدوشیک (ارمنی: Լիդուշիկ؛ انگلیسی: Lidushik؛ زادهٔ ۱۱ ژوئیهٔ ۱۹۹۹) خواننده اهل ارمنستان است. وی از سال ۲۰۰۳ میلادی تا کنون مشغول فعالیت می‌باشد

## زندگی‌نامه
وی در ۱۱ ژوئیهٔ ۱۹۹۹ در ایروان به دنیا آمد خوانندگی را در سن ۳ سالگی آغاز نمود در سال ۲۰۱۳ نخستین کنسرت انفرادی خویش را در شهر گیومری اجرا نمود